# Eupithecia zebrata
Eupithecia zebrata là một loài bướm đêm trong họ Geometridae.